# Riscos da dança para a saúde
Os riscos da dança para a saúde, como em qualquer atividade física, os dançarinos correm o risco de sofrer lesões ao longo de suas carreiras, pois também são atletas e exigem várias horas de treinamento - o que pode sobrecarregar o corpo - resultando em lesão esportiva, lesão por esforço repetitivo, ou estresse crônico de trabalho.
Muitos dançarinos se aposentam das apresentações entre os 30 anos. Como a dança é uma arte performática com ênfase na estética, os dançarinos também correm maior risco de problemas de imagem corporal e distúrbios alimentares, como anorexia nervosa ou bulimia. Algumas danças, como balé, são muito extenuantes para o corpo. A pesquisa mostra que bailarinos em companhias pré-profissionais de elite têm 1,38 lesões por 1000 horas de dança, com dançarinos em média cerca de 30,3 horas por semana. A lesão mais comum foi nos membros inferiores, sendo o tornozelo a mais comum. As lesões levaram em média cerca de sete dias para cicatrizar, com lesões nos pés demorando mais 14 dias e lesões nas coxas sendo as mais baixas em 2 dias. Outro risco que os dançarinos enfrentam são os distúrbios alimentares. Eles são constantemente julgados com base em sua aparência e espera-se que tenham corpos magros e tonificados. Isso pode levar a muitos riscos à saúde.

## Lesões
Muitos movimentos de dança, e particularmente técnicas de balé, como o desvio dos quadris e a elevação dos dedos dos pés ( en pointe ), testam os limites da amplitude de movimento do corpo humano. Os movimentos da dança podem sobrecarregar o corpo quando não executados corretamente; mesmo que a forma perfeita seja usada, o excesso de repetição pode causar lesões por esforço repetitivo . As lesões mais comuns em bailarinos são a síndrome do quadril e lesões nos pés e tornozelos. Lesões nos pés e tornozelos são vulneráveis a uma ampla gama de lesões, incluindo fraturas por estresse, lesões nos tendões, entorses e distensões. Muito disso se deve não apenas à ênfase do footwork na dança, mas também ao uso do pé. Os dançarinos usam sapatilhas de ponta, pés descalços, algum tipo de sapato macio ou salto alto, os quais não oferecem suporte. Lesões no ombro podem ser comuns em dançarinos do sexo masculino devido ao trabalho de levantamento, parceria e solo que é comumente visto na dança moderna. Os músculos periescapulares ajudam a manter o ombro imóvel e estável, esses músculos correm maior risco de lesões entre os dançarinos.
Examinado no Journal of Dance Medicine and Science, os dançarinos muitas vezes adiam a consulta de médicos ou fisioterapeutas no esforço de permanecer empregados por uma companhia de dança ou permanecer nos ensaios. Quando na verdade aqueles dançarinos que "trabalham" sua dor na maioria das vezes acabam piorando seus sintomas e prolongando sua recuperação. Oitenta por cento dos dançarinos profissionais serão feridos de alguma forma durante suas carreiras; 50% dos bailarinos de grandes companhias de balé e 40% de pequenas companhias perderão apresentações devido a lesões.
O excesso de trabalho e as más condições de saúde e segurança no trabalho, um piso duro (não elástico ), um estúdio ou teatro frio ou dançar sem aquecimento suficiente também aumentam o risco de lesões. Para minimizar lesões, o treinamento de dança enfatiza a construção de força e a formação de hábitos apropriados. Coreógrafos e instrutores de dança frequentemente colocam certas exigências em seus alunos e dançarinos sem levar em consideração que cada dançarino enfrenta diferentes limitações anatômicas. Os dançarinos se esforçarão para alcançar a estética ideal em suas respectivas técnicas de dança, supercompensando suas limitações e, assim, apresentando-se com maior risco de lesões. Danos também podem resultar de um aluno realizar movimentos para os quais não está preparado, deve-se tomar cuidado para que o aluno não seja "empurrado" de forma inadequada.
Uma bailarina colocada na ponta em uma idade em que seus ossos não estão completamente ossificados pode desenvolver danos permanentes; mesmo após o ponto de ossificação, podem ocorrer lesões no tornozelo se um dançarino fizer pontas sem força suficiente. De acordo com um estudo conduzido por Rachele Quested e Anna Brodrick, as extremidades inferiores são as mais vulneráveis a lesões. A lesão mais comum é no tornozelo, depois na perna, pé, joelho, quadril e por último na coxa. Os dançarinos são treinados desde muito jovens para evitar lesões usando plié, reviravolta e outros meios para proteger seus corpos.

### Evitando lesões

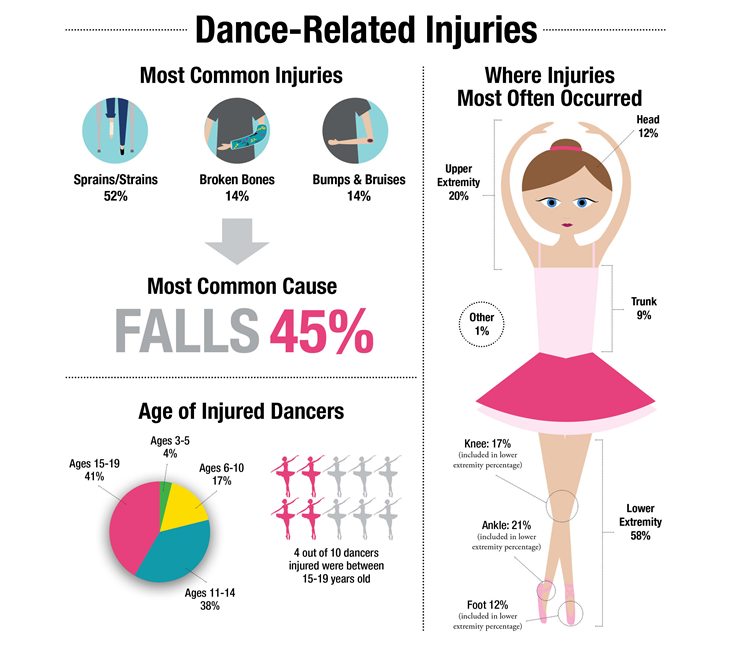

Manter os dançarinos livres de lesões é um aspecto crucial e ajudará uma vida inteira de atividade física saudável e pode prevenir lesões no futuro. Ao aprender algumas técnicas simples por pais, professores e profissionais médicos, pode-se evitar a ocorrência de lesões. A seguir estão alguns conselhos sobre como prevenir lesões. Usando roupas e sapatos adequados, beba muitos líquidos para se manter hidratado, não dance com dor, descanse e depois comece de novo e ouça seus professores para a técnica correta. Para a dança social, o uso de um piso flutuante é altamente recomendado. Como uma lesão na dança pode arruinar uma carreira, os dançarinos profissionais estão se recusando cada vez mais a dançar em qualquer outra coisa. No balé, bons pliés (dobrar os joelhos) na aterrissagem ajudam a proteger contra lesões nos joelhos e dores nas canelas . Muitos tipos de dança, especialmente danças folclóricas, têm saltos nos passos onde o impacto da aterrissagem pode ser reduzido dobrando levemente o joelho. Exercícios de aquecimento e relaxamento são recomendados antes e depois dos exercícios para evitar tensão, dores musculares e possíveis lesões. O condicionamento é uma boa maneira de prevenir lesões na dança.

### Tratamento de lesões

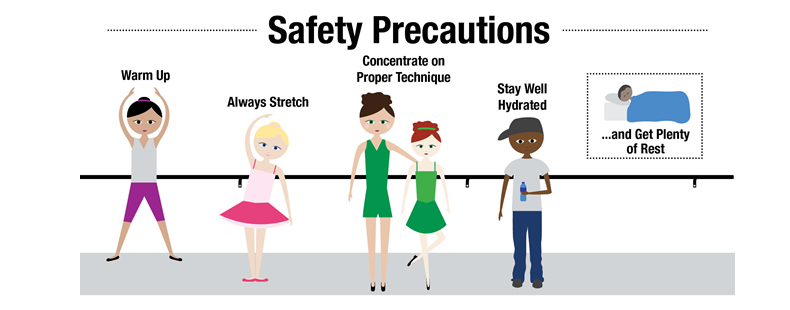

RICE (Repouso, Gelo, Compressão, Elevação) é geralmente considerado uma boa terapia de primeiros socorros para a maioria das lesões de dança antes da chegada da ambulância, ou mesmo para o que pode ser considerado lesões menores. A dor e a inflamação podem ser reduzidas usando um anti-inflamatório não esteróide (AINE) em gel aplicado na área afetada (não na pele lesada). Observe, no entanto, que mascarar a dor para continuar dançando é perigoso, pois pode facilmente piorar uma lesão.

## Estresse
Dançarinos profissionais podem experimentar estresse crônico no local de trabalho devido à incerteza da segurança no trabalho e mudanças nos ambientes de trabalho. A renda média de um bailarino é baixa, e a competição por empregos é muito alta. O salário médio por hora para dançarinos foi estimado em $ 17,49 em maio de 2019. Além do estresse que pode ser causado por isso, os dançarinos também podem experimentar o sofrimento psicológico do perfeccionismo técnico e físico. Em uma pesquisa com 300 dançarinos profissionais, 40% eram fumantes de tabaco, em contraste com a média do Centro de Controle de Doenças de 24% das mulheres americanas e 29% dos homens americanos de 18 a 34 anos.

## Imagem corporal e transtorno alimentar
Assim como em outras atividades (como cavalgar ) em que o peso é um fator, os dançarinos correm um risco maior de desenvolver distúrbios alimentares, como anorexia e bulimia. Segundo a pesquisa, cerca de 12% dos dançarinos têm distúrbios alimentares e 16,4% dos bailarinos têm distúrbios alimentares. Muitos jovens bailarinos, acreditando que o dançarino ideal deve ser magro, podem começar a controlar suas dietas, às vezes de forma obsessiva. Existem raízes e tradições profundas na dança, especialmente no balé. Existem padrões elevados, sendo um deles a ideia de perfeccionismo e ter a forma corporal ideal. Muitos dançarinos se sentem pressionados a atingir esse objetivo. Por causa disso, os dançarinos têm três vezes mais chances de desenvolver distúrbios alimentares, mais particularmente anorexia nervosa e EDNOS. Esses dançarinos podem não saber ou optar por ignorar o fato de que um dançarino emaciado não terá a força necessária para o balé. A nutrição inadequada em adolescentes do sexo feminino tem sido associada ao desenvolvimento de escoliose, devido à diminuição da produção de estrogênio e subsequente redução da densidade óssea. Um dançarino com má nutrição corre um risco maior de lesões e problemas de saúde a longo prazo. O desempenho de um dançarino desnutrido será alterado e enfraquecido à medida que seu corpo começa a quebrar músculos e ossos para se alimentar. Isso coloca o dançarino em risco de lesões e retarda a cicatrização.